# Anacardium
Genre
Classification phylogénétique
Anacardium est un genre de plante de la famille des Anacardiaceae.

## Principales espèces
- Anacardium excelsum (en) L.
- Anacardium giganteum (en) (Bertero & Balb. ex Kunth) Skeels
- Anacardium humile (en) Hance ex Engl.
- Anacardium nanum (pt) A.St.-Hil.
- Anacardium occidentale L. - anacardier
- Anacardium othonianum (en) Rizzini [1]

Anacardium orientale Steud est un synonyme de Semecarpus anacardium L.f.